# Campionati mondiali under 23 di slittino 2012
I Campionati mondiali under 23 di slittino 2012, seconda edizione della manifestazione, si sono disputati dal 10 al 12 febbraio 2012 ad Altenberg, in Germania all'interno della gara senior che ha assegnato il titolo mondiale assoluto 2012.

## Podi[1]
| Evento            | Oro                                  | Tempo    | Argento                     | Tempo    | Bronzo                        | Tempo    |
| Singolo maschile  | Felix Loch                           | 1'47"332 | Evgenij Voskresenskij       | 1'48"731 | Dominik Fischnaller           | 1'48"891 |
| Singolo femminile | Tat'jana Ivanova                     | 1'44"482 | Dayna Clay                  | 1'45"372 | Sandra Gasparini              | 1'45"517 |
| Doppio maschile   | Aleksandr Denis'ev Vladislav Antonov | 1'24"479 | Tristan Walker Justin Snith | 1'24"495 | Ludwig Rieder Patrick Rastner | 1'24"842 |

## Singolo uomini
La gara si è svolta l'11 febbraio 2012, con inizio alle 11:20 UTC+1.
La classifica Under 23 ha visto primeggiare per il secondo anno consecutivo il tedesco Felix Loch (vincitore anche nella gara assoluta) con alle sue spalle il russo Evgenij Voskresenskij e l'italiano Dominik Fischnaller.
| Pos.    | #  | Atleta                | Nazione  | Run 1  | Run 2  | Totale   | Distacco |
| ------- | -- | --------------------- | -------- | ------ | ------ | -------- | -------- |
| Oro     | 1  | Felix Loch            | Germania | 53"590 | 53"742 | 1'47"332 |          |
| Argento | 9  | Evgenij Voskresenskij | Russia   | 54"279 | 54"452 | 1'48"731 | +1"399   |
| Bronzo  | 6  | Dominik Fischnaller   | Italia   | 54"456 | 54"435 | 1'48"891 | +1"559   |
| 4       | 12 | Reinhard Egger        | Austria  | 54"748 | 54"660 | 1'49"408 | +2"076   |
| 5       | 28 | Valentin Crețu        | Romania  | 55"185 |        |          |          |
| 6       | 29 | Kristaps Mauriņš      | Lettonia | 55"406 |        |          |          |
| 7       | 30 | Danej Navrboc         | Slovenia | 56"037 |        |          |          |
| 8       | 36 | Hidenari Kanayama     | Giappone | 56"390 |        |          |          |
| 9       | 36 | Pavel Angelov         | Bulgaria | 57"224 |        |          |          |

## Singolo donne
La gara si è disputata il 12 febbraio 2012, con inizio alle 9:43 UTC+1.

La classifica Under 23 ha visto primeggiare la russa Tat'jana Ivanova davanti alla canadese Dayna Clay e all'italiana Sandra Gasparini.
| Pos.    | #  | Atleta                  | Nazione       | Run 1  | Run 2  | Totale   | Distacco |
| ------- | -- | ----------------------- | ------------- | ------ | ------ | -------- | -------- |
| Oro     | 11 | Tat'jana Ivanova        | Russia        | 52"161 | 52"321 | 1'44"482 |          |
| Argento | 15 | Dayna Clay (U-23)       | Canada        | 52"716 | 52"656 | 1'45"372 | +0.890   |
| Bronzo  | 10 | Sandra Gasparini (U-23) | Italia        | 52"748 | 52"769 | 1'45"517 | +1.035   |
| 4       | 12 | Arianne Jones           | Canada        | 52"617 | 52"904 | 1'45"521 | +1.039   |
| 5       | 17 | Birgit Platzer          | Austria       | 53"090 | 53"227 | 1'46"317 | +1.835   |
| 6       | 19 | Maryna Halajdžjan       | Ucraina       | 53"343 | 53"142 | 1'46"485 | +2.003   |
| 7       | 21 | Ewa Kuls                | Polonia       | 53"423 | 53"521 | 1'46"944 | +2.462   |
| 8       | 18 | Mona Wabnigg            | Austria       | 53"449 |        |          |          |
| 9       | 23 | Morgane Bonnefoy        | Francia       | 53"837 |        |          |          |
| 10      | 24 | Daria Obratov           | Croazia       | 55"043 |        |          |          |
| 11      | 25 | Choi Eun-Ju             | Corea del Sud | 55"973 |        |          |          |
| 12      | 22 | Elīza Tīruma            | Lettonia      | 55"974 |        |          |          |
|         | 14 | Viera Gbúrová           | Slovacchia    | 53"313 | DNF    |          |          |

## Doppio uomini
La gara si è disputata il 10 febbraio 2012, con inizio alle 11:03 (UTC+1).
La classifica Under 23 ha visto primeggiare la coppia russa composta da Aleksandr Denis'ev e Vladislav Antonov davanti ai canadesi Tristan Walker/Justin Snith e agli italiani Ludwig Rieder/Patrick Rastner.
| Pos.    | N° | Atleti                               | Paese         | Run 1    | Run 2  | Totale   | Distacco |
| ------- | -- | ------------------------------------ | ------------- | -------- | ------ | -------- | -------- |
| Oro     | 14 | Aleksandr Denis'ev Vladislav Antonov | Russia        | 42"267   | 42"212 | 1'24"479 |          |
| Argento | 15 | Tristan Walker Justin Snith          | Canada        | 42"306   | 42"189 | 1'24"495 | +0.016   |
| Bronzo  | 17 | Ludwig Rieder Patrick Rastner        | Italia        | 42"454   | 42"388 | 1'24"842 | +0.363   |
| 4       | 16 | Andrejs Bērze Uldis Logins           | Lettonia      | 42"457   |        |          |          |
| 5       | 21 | Marek Solčanský Karol Stuchlák       | Slovacchia    | 42"533   |        |          |          |
| 6       | 22 | Luca Hunziker Christian Maag         | Svizzera      | 42"775   |        |          |          |
| 7       | 24 | Ivan Vinnyc'kyj Oleh Fitel'          | Ucraina       | 43"031   |        |          |          |
| 8       | 23 | Matěj Kvíčala Jaromír Kudera         | Rep. Ceca     | 43"041   |        |          |          |
| 9       | 26 | Park Jin-yong Ryu Sung-hyun          | Corea del Sud | 43"618   |        |          |          |
| 10      | 27 | Ioan Codarcea Gabriel Barbu          | Romania       | 1'01"811 |        |          |          |

## Medagliere
| Pos. | Nazione  | Oro | Argento | Bronzo | Totale |
| 1    | Russia   | 2   | 1       | 0      | 3      |
| 2    | Germania | 1   | 0       | 0      | 1      |
| 3    | Canada   | 0   | 2       | 0      | 2      |
| 4    | Italia   | 0   | 0       | 3      | 3      |